# Kirche Callbach

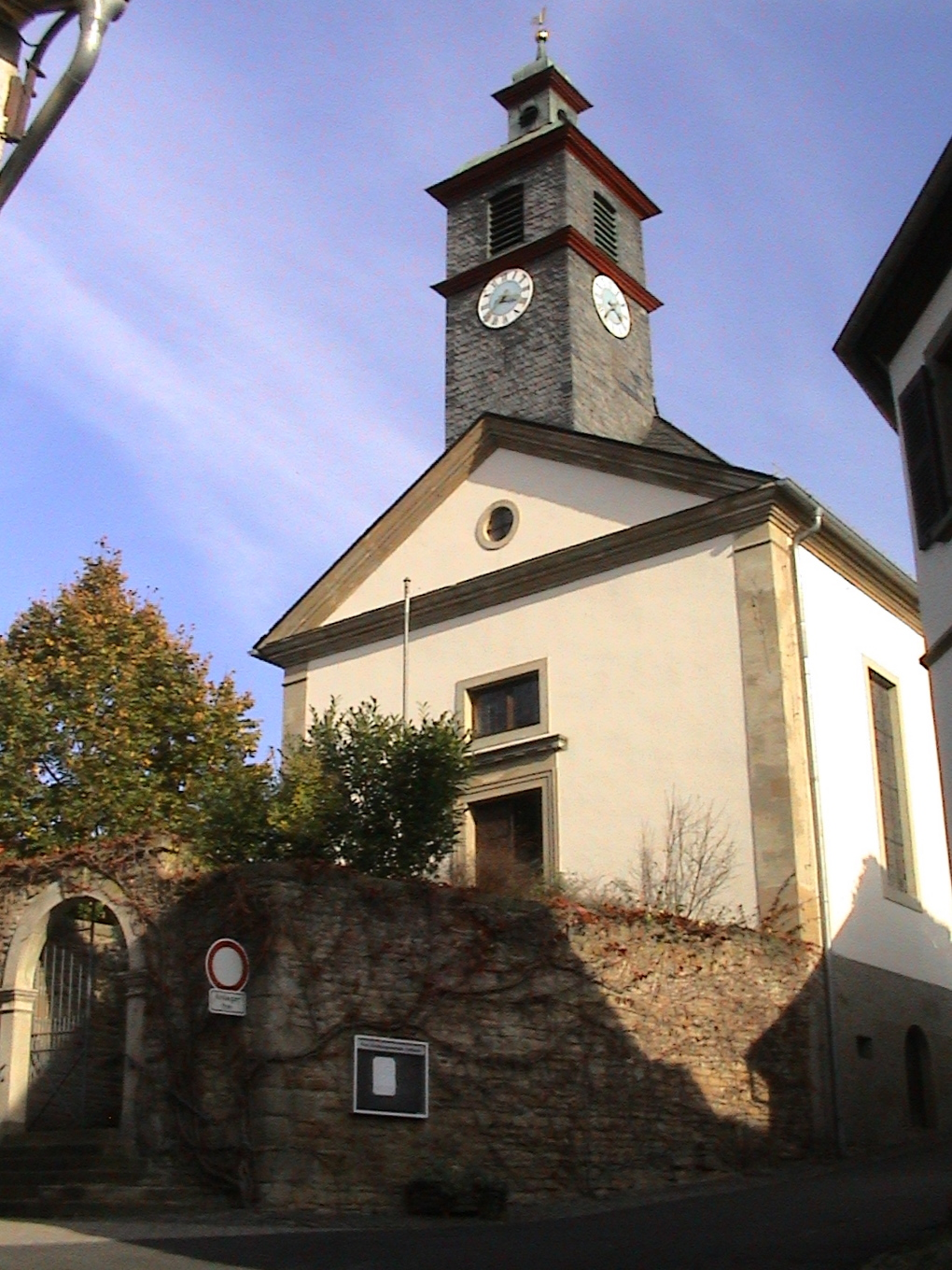
Außenansicht der Kirche Callbach

Die Kirche Callbach in Callbach im Landkreis Bad Kreuznach in Rheinland-Pfalz wurde erstmals 1334 errichtet. Sie dient der Protestantischen Kirchengemeinde Callbach, die zum Kirchenbezirk bzw. Dekanat Donnersberg der Evangelischen Kirche der Pfalz gehört, als Pfarrkirche.

## Geschichte
Die Kirche wurde im Jahr 1334 erbaut, im Lauf der Geschichte mehrmals zerstört und wieder aufgebaut. 1782, mit dem dritten Kirchenbau durch den herzoglich zweibrückischen Baudirektor Friedrich Gerhard Wahl, erhielt die Saalkirche ihre heutige Form. In der Kirche werden Gottesdienste der evangelischen Kirchengemeinde abgehalten.

## Architektur und Ausstattung

### Baugestalt
Der rechteckige Saalbau erhebt sich am Hang über der Kirchstrasse und wird über eine Treppenanlage mit Außenportal erschlossen. Wegen der Hanglage ist die Kirche mit einem einfachen Gewölbekeller teilunterkellert. Die Fassade des Kellers zum Straßenraum ist in Sichtmauerwerk aus Sandsteinquadern ausgebildet. Der Baukörper folgt mit geringer Abweichung der typischen Ost-West-Ausrichtung von Kirchenbauten. Die monochrom weiße Putzfassade mit seinen Gestaltungselementen im Baustil des Klassizismus wird gegliedert durch Ecklisenen aus Naturstein. Portal und Fenster in der Mittelachse und ein Giebelfeld mit Rundfenster akzentuieren die Eingangsfassade des geradlinigen Baues.

### Ausstattung und Malereien
Die Pfarrkirche wurde seit 1993 in zwei Bauabschnitten außen (1993–95) und innen (1998–99) renoviert.
Durch die Instandsetzung und den Umbau entstand ein neu strukturierter multifunktionaler Kirchenraum. Der neu gestaltete Innenraum mit neuem Farbkonzept bietet zusätzliche Funktionsräume und Nutzungsmöglichkeiten. Das neue Raumkonzept erforderte eine konsequente Umgestaltung der Bestuhlung und der ursprünglichen Querausrichtung zum Altar und zur Kanzel an der Längswand des Saalbaus. Die Natursteinplatten des Kirchenbodens mit seinen Gebrauchsspuren, die Kirchenbänke und der einfache Tischaltar aus Holz wurden überarbeitet und restauriert. Eine Sandsteinstele mit vergoldeter Taufschale nach aktuellen Entwürfen ergänzt das Kirchenmobiliar. Der Einbau einer Kleinküche, eines Stuhllagers, einer WC-Anlage sowie ein freigestellter Raumteiler (Mobiltrennwand) ermöglichen den Gemeindemitgliedern den Aufenthalt zu verschiedenen Anlässen. Neben dem Gottesdienst und liturgischen Handlungen wird sie auch für Versammlungen und kulturelle Veranstaltungen genutzt.

## Ansichten

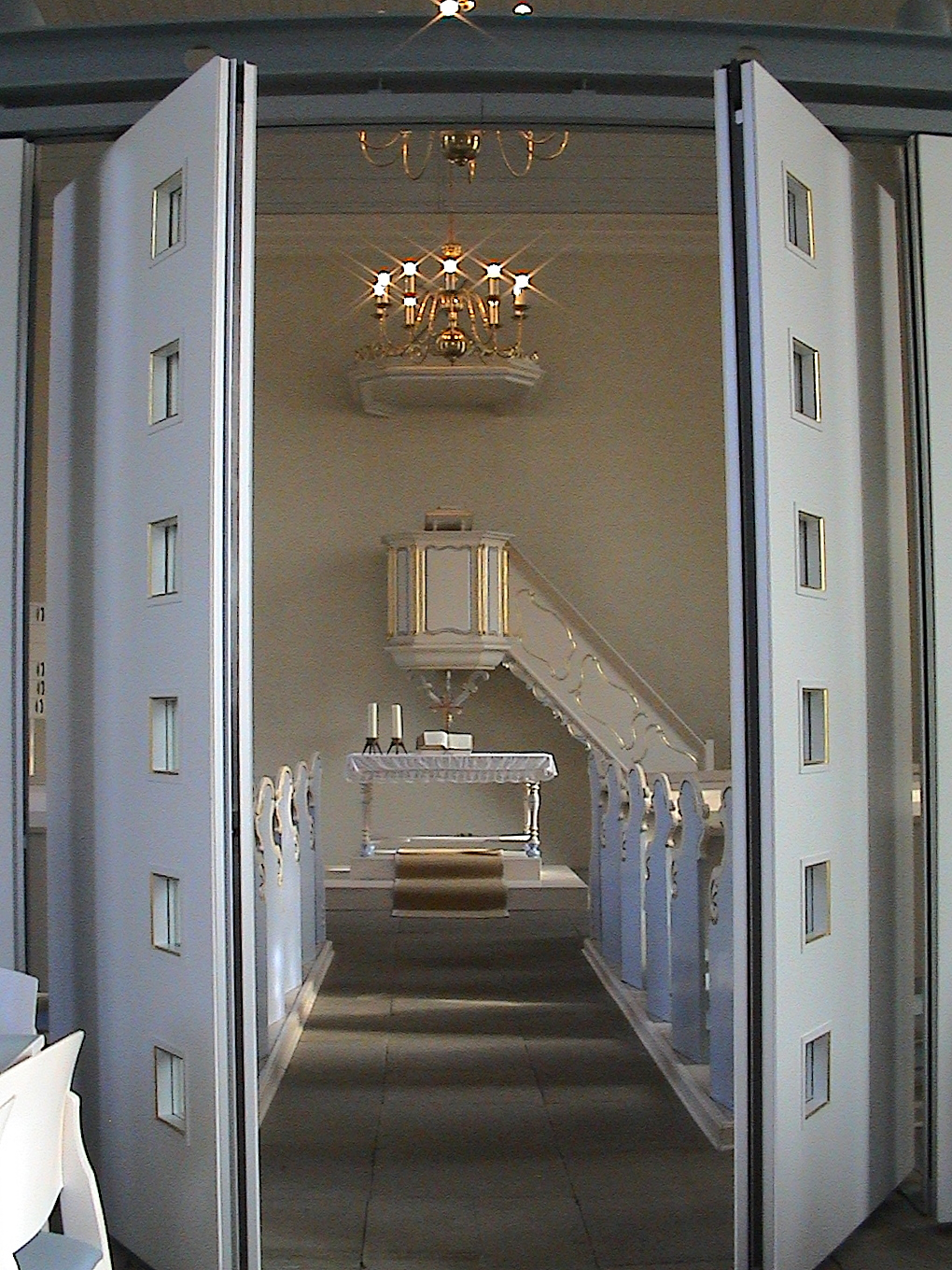
Innenansicht-Blick durch Mobilwand
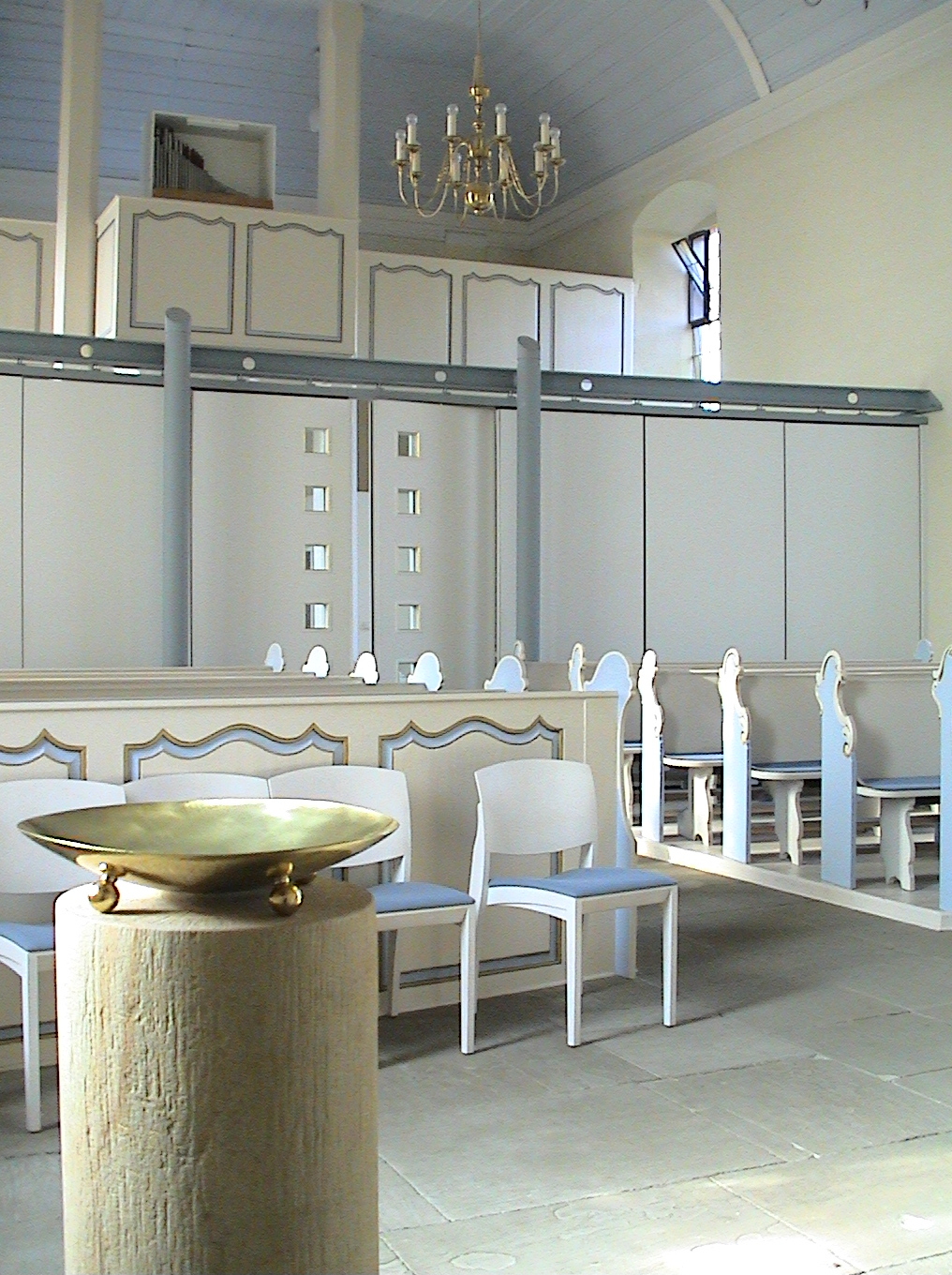
Innenraum-Gottesdienste
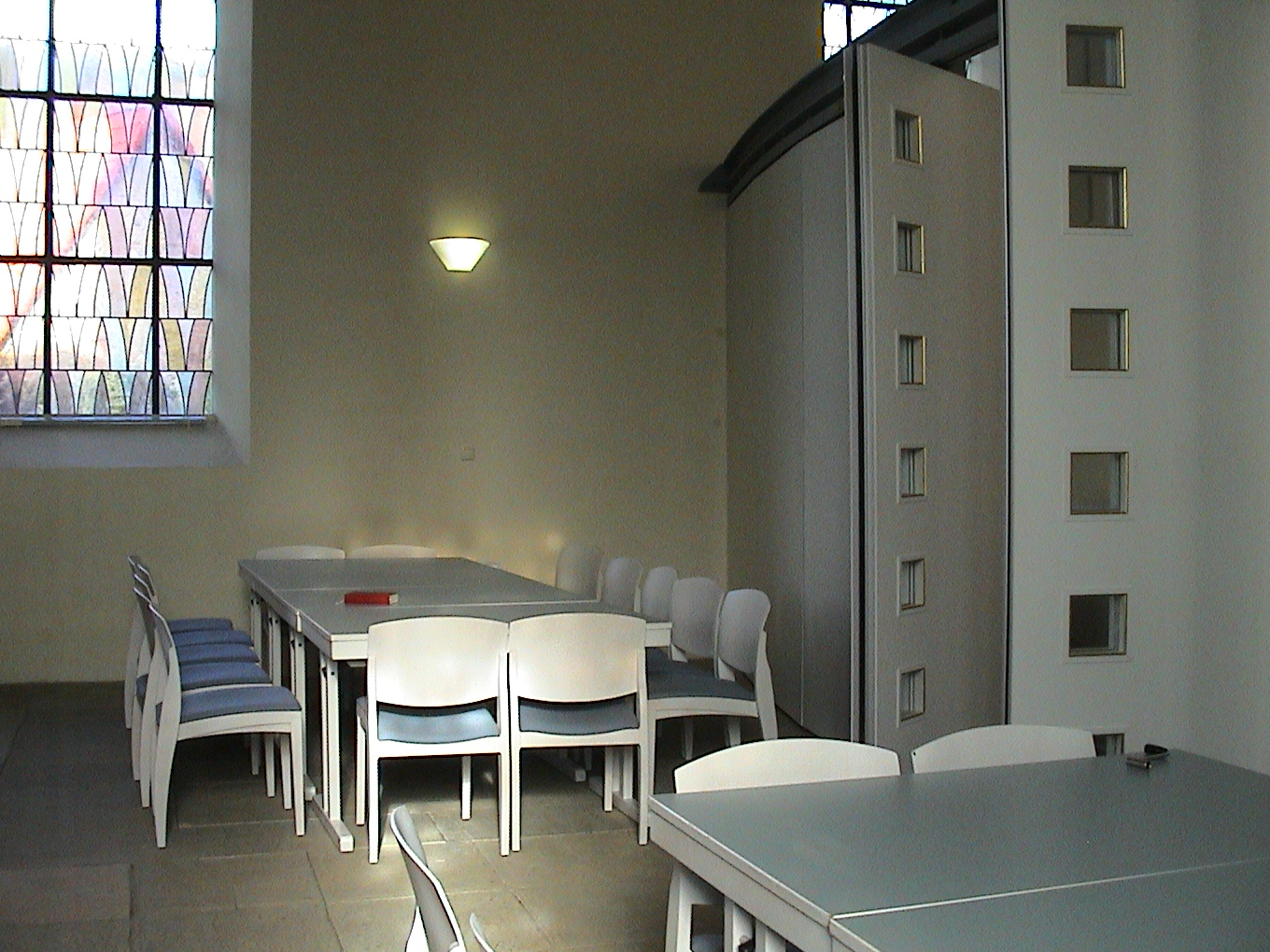
Innenraum-Versammlung durch variable Bestuhlung

## Chronik/Bautafel
| Dat./Epoche       | Ereignis/Baumaßnahme | Anmerkungen/Baubeschreibung/Ausführung | Bauherr/Baumeister/Architekt |  |
| ----------------- | -------------------- | --- | --- |  |
| 1334 Gotik        | Erste Kirche         | | |  |
|                   |                      | | |  |
| 1782 Klassizismus | Dritter Kirchenbau   | | Friedrich Gerhard Wahl |  |
|                   |                      | | |  |
| 1993–95           | Außeninstandsetzung  | Instandsetzung der Fassade, Sanierputz, Natursteinarbeiten am Sockel, Aussenportal und Treppenanlage, Sandsteingewände der Fenster                                                                           | Bauherr: Prot. Kirchengemeinde Callbach, Projektleitung: arcotop – plan.buero hp.mohr, Rockenhausen                                                                        |  |
| 1998/99           | Inneninstandsetzung  | Umfassende Instandsetzung des Holzwerks (Gestühl, Empore), Sanierputz, Elektrik, Heizung, Natursteinarbeiten, Farbgestaltungs- und Beleuchtungskonzept, Neuausrichtung und Umstrukturierung des Kirchenraums | Bauherr: Prot. Kirchengemeinde Hochstätten, Landeskirchenrat Speyer – Bauabteilung Claus-Albert Müller, Projektleitung: arcotop – plan.buero hans-peter mohr, Rockenhausen |  |
| 1999              | Wiedereinweihung     | | |  |